# Stangarholmen
Stangarholmen ou Stongarholmen est une île dans le landskap Sunnhordland du comté de Vestland. Elle appartient administrativement à Øygarden.

## Géographie
Rocheuse et couverte d'arbres, elle s'étend sur environ 289 m de longueur pour une largeur approximative de 194 m. Elle compte une dizaine d'habitations.